# Национальный совет по безопасности на транспорте (США)
Национальный совет по безопасности на транспорте (англ. National Transportation Safety Board, сокращённо NTSB) — американское государственное агентство, расследующее происшествия на транспорте. NTSB расследует и документирует все аварии в гражданской авиации, определённые виды автомобильных аварий, аварии на морском, железнодорожном и трубопроводном транспорте. NTSB помогает расследовать происшествия военным и иностранным правительствам по их просьбе. NTSB также расследует происшествия, связанные с выбросом опасных материалов, если они произошли в ходе транспортировки. Совет располагается в Вашингтоне, имеет девять региональных представительств и центр обучения в Эшбёрне.

## История
NTSB был организован в 1967 году в качестве основного правительственного агентства по расследованию происшествий на всех видах транспорта — авиационном, автомобильном, железнодорожном, морском и трубопроводном. Основой для создания совета стало Бюро безопасности при Совете по гражданской авиации. Совет по гражданской авиации оставил за собой функции экономического регулирования авиационной индустрии до своего закрытия 31 декабря 1984 года в связи с Законом о дерегулировании авиакомпаний 1978 года. Изначально NTSB был тесно связан с Министерством транспорта США, однако в 1974 году был принят Закон о независимости совета по безопасности, прекративший эту зависимость. В своей деятельности организация руководствуется Главой 11 Раздела 49 Кодекса США. За свою историю NTSB расследовал более 140 тысяч происшествий.

## Организационная структура
Совет состоит из пяти членов, предлагаемых президентом и утверждаемых Сенатом на пятилетний срок. Один из них предлагается президентом в качестве председателя Совета; кандидатура утверждается Сенатом на двухлетний срок. Второй член совета назначается заместителем председателя и в отсутствие председателя исполняет его функции.
Из пяти членов Совета к одной политической партии могут принадлежать не более трёх.
Организационная структура Совета состоит из подкомитетов, отвечающих за расследование происшествий, связанных с безопасностью на автомобильном, морском, авиационном, железнодорожном, трубопроводном транспорте и в ходе перевозки опасных материалов, научно-техническую и конструкторскую работу, связь и законодательную деятельность. Подкомитеты подчиняются председателю.

## Расследования
NTSB, как правило, является основной организацией, расследующей происшествия в своей зоне ответственности. Однако эти полномочия могут быть, по решению Генерального прокурора США, переданы другим организациям, если он считает, что происшествие связано с преднамеренным преступлением. Однако даже в этом случае NTSB обеспечивает техническую поддержку расследования. Последний раз такое случалось во время расследования событий 11 сентября, когда расследование было передано Министерству юстиции США.
Расследование крупного происшествия в США обычно начинается с создания «группы быстрого реагирования», состоящей из специалистов в областях, имеющих отношение к происшествию. Затем определяется круг организаций и компаний, которые следует задействовать в расследовании. Совет может назначить публичные слушания по соответствующим вопросам. По окончании расследования публикуется окончательный отчёт и при необходимости выдаются рекомендации по безопасности. У Совета нет юридических полномочий для внедрения или исполнения своих рекомендаций. Этим занимается Федеральное управление гражданской авиации США (FAA), регулирующие органы в области транспорта на федеральном или региональном уровне, а также транспортные компании.
NTSB имеет приоритет в расследовании всех происшествий в гражданской авиации в США. FAA всегда участвует в расследованиях, но NTSB является главным следственным органом. В некоторых случаях недостаток ресурсов заставляет NTSB обращаться в FAA с просьбой о сборе фактической информации на месте происшествия, а затем составляет свой отчёт на основании собранных данных.
В некоторых случаях NTSB оказывает помощь в расследовании происшествий за пределами США. Как правило, это случается, если происшествие случилось с воздушным судном, имеющим американскую регистрацию или американских владельцев, за исключением случаев когда воздушное судно принадлежит армии или разведывательной службе США, с воздушным судном в иностранном воздушном пространстве, если на нём были установлены произведённые в США компоненты.
NTSB также оказывает помощь следственным органам других стран, если у них отсутствует оборудование или специалисты для проведения всестороннего расследования сложного происшествия.
Полномочия NTSB в расследовании других транспортных происшествий зависит от вида транспорта. Например, при расследовании автомобильных происшествий NTSB сотрудничает с властями штата, где произошло происшествие. Происшествия на морском транспорте, в соответствии с подписанным меморандумом о взаимопонимании, расследуются в сотрудничестве с береговой охраной США. При расследовании происшествий на железнодорожном и трубопроводном транспорте NTSB имеет приоритет.
Малоизвестной функцией NTSB является заслушивание апелляций пилотов, авиамехаников, компаний, работающих в авиации, и моряков при приостановке или отзыве их лицензии. Решение NTSB можно обжаловать в федеральном суде США, в FAA или Береговой охране США.
NTSB имеет центр обучения в Эшбёрне, где проводится обучение сотрудников Совета, других федеральных ведомств, иностранных государств и частных компаний по вопросам расследования происшествий в малой авиации, отдельным аспектам расследования (проценту выживаемости и человеческому поведению), общению с семьями погибших и журналистами. Для обучения специалистов в центре установлена 30-метровая секция Боинга 747, собранная из фрагментов, поднятых со дна Атлантического океана в ходе расследования катастрофы рейса 800 авиакомпании TWA.

## Рекомендации
Основным результатом работы NTSB являются рекомендации по безопасности. За свою историю Совет выдал более 13 тысяч рекомендаций, большая часть которых была принята полностью или частично.
Наиболее важные улучшения безопасности на транспорте, принятые по рекомендации NTSB:
- Авиация: технология предотвращения столкновений в воздухе, системы предупреждения о приближении к земле, детекторы дыма в туалетах на борту, световые полосы на полу, наддув топливных баков инертным газом.
- Автомобильный транспорт (в США): градация водительских прав для молодых водителей, законы о нетрезвых водителях, «умные» подушки безопасности, третий стоп-сигнал, водительские права для водителей коммерческого транспорта, стандартизация конструкции школьных автобусов.
- Железнодорожный транспорт (в США): технология предотвращения столкновений, увеличение числа аварийных выходов в пассажирских вагонах, буферы для вагонов для перевозки опасных материалов.
- Морской транспорт: безопасность прогулочных судов, повышение безопасности на круизных судах, устройства безопасности на рыболовецких судах.
- Трубопроводный транспорт: Защита трубопроводов во время земляных работ, защита трубопроводов от коррозии, отсечные вентили с дистанционным управлением.
- Мультимодальные перевозки: проверка на алкогольное и наркотическое опьянение на всех видах транспорта.

С 1990 года NTSB составляет список самых желаемых улучшений в области безопасности на транспорте, содержащий рекомендации, которые принесут значительную, а иногда немедленную пользу путешественникам. NTSB ежегодно проводит пресс-конференцию, на которой рассказывает об изменениях в этом списке.
NTSB оказывал содействие НАСА в расследовании катастроф космических челноков Challenger и Columbia.